# Saison 1967-1968 de la LIH
Saison précédente Saison suivante
La Saison 1967-1968 est la vingt-troisième saison de la ligue internationale de hockey.
Les Mohawks de Muskegon remportent la Coupe Turner en battant les Gems de Dayton en série éliminatoire.

## Saison régulière
Le « Leading Rookie Award » prend le nom du trophée Garry-F.-Longman.

### Classement de la saison régulière
Pour les significations des abréviations, voir Statistiques du hockey sur glace.
| Clt   | Équipe                  | PJ | V  | D  | N  | BP  | BC  | Pts |
| ----- | ----------------------- | -- | -- | -- | -- | --- | --- | --- |
| +001, | Mohawks de Muskegon     | 72 | 43 | 17 | 1  | 305 | 216 | 98  |
| +002, | Gems de Dayton          | 72 | 33 | 27 | 12 | 332 | 275 | 78  |
| +003, | Checkers de Columbus    | 72 | 32 | 30 | 10 | 312 | 300 | 74  |
| +004, | Komets de Fort Wayne    | 72 | 30 | 29 | 13 | 282 | 272 | 73  |
| +005, | Blades de Toledo        | 72 | 29 | 29 | 14 | 261 | 307 | 72  |
| +006, | Flags de Port Huron     | 72 | 25 | 36 | 11 | 269 | 343 | 61  |
| +007, | Oak Leafs de Des Moines | 72 | 19 | 43 | 10 | 244 | 292 | 48  |

- Champion de la saison régulière
- Qualifié pour les séries éliminatoires

### Meilleurs pointeurs
| Joueur         | Équipe     | PJ | B  | A  | Pts | Pun |
| -------------- | ---------- | -- | -- | -- | --- | --- |
| Gary Ford      | Muskegon   | 66 | 56 | 59 | 115 | 143 |
| Don Westbrooke | Dayton     | 72 | 50 | 60 | 110 | 39  |
| Len Thornson   | Fort Wayne | 68 | 38 | 59 | 97  | 10  |
| Bert Fizzell   | Columbus   | 71 | 41 | 55 | 96  | 48  |
| Randy Prior    | Port Huron | 72 | 56 | 34 | 90  | 46  |
| Ed Bartoli     | Columbus   | 71 | 32 | 58 | 90  | 205 |
| John Goodwin   | Fort Wayne | 72 | 27 | 61 | 88  | 22  |
| Marty Reynolds | Port Huron | 69 | 38 | 48 | 86  | 123 |
| Bob Regis      | Dayton     | 71 | 38 | 46 | 84  | 22  |
| Lyle Bradley   | Des Moines | 72 | 27 | 54 | 81  | 98  |

## Séries éliminatoires
Les séries éliminatoires se déroulent du 26 mars au 13 avril. Les vainqueurs des demi-finales s'affrontent pour l'obtention de la Coupe Turner.

### Tableau
|  | Demi-finales         | Demi-finales   |                     |   | Finale | Finale |
|  | Demi-finales         | Demi-finales   |                     |   | Finale | Finale |
|  |                      |                |                     |   |        |        |
|  |                      |                |                     |   |        |        |
|  |                      |                |                     |   |        |        |
|  | Mohawks de Muskegon  | 4              |                     |   |        |        |
|  | Mohawks de Muskegon  | 4              |                     |   |        |        |
|  | Checkers de Columbus | 0              |                     |   |        |        |
|  | Checkers de Columbus | 0              | Mohawks de Muskegon | 4 |        |        |
|  |                      |                | Mohawks de Muskegon | 4 |        |        |
|  |                      | Gems de Dayton | 1                   |   |        |        |
|  | Gems de Dayton       | Gems de Dayton | 1                   | 4 |        |        |
|  | Gems de Dayton       |                |                     | 4 |        |        |
|  | Komets de Fort Wayne | 2              |                     |   |        |        |
|  | Komets de Fort Wayne | 2              |                     |   |        |        |

### Demi-finales
Pour les demi-finales, l'équipe ayant terminé au premier rang lors de la saison régulière, les Mohawks de Muskegon, affrontent l'équipe ayant terminé au troisième rang, les Checkers de Columbus, puis celle ayant fini au deuxième rang, les Gems de Dayton, font face à l'équipe ayant pris la quatrième place, les Komets de Fort Wayne. Pour remporter les demi-finales, les équipes doivent obtenir quatre victoires.
| Date    | Équipe à domicile    | Score | Équipe visiteuse     |
| ------- | -------------------- | ----- | -------------------- |
| 27 mars | Checkers de Columbus | 4-5   | Mohawks de Muskegon  |
| 29 mars | Mohawks de Muskegon  | 4-0   | Checkers de Columbus |
| 30 mars | Checkers de Columbus | 2-4   | Mohawks de Muskegon  |
| 31 mars | Mohawks de Muskegon  | 4-2   | Checkers de Columbus |

Les Mohawks de Muskegon remportent la série 4 victoires à 0.
| Date    | Équipe à domicile    | Score   | Équipe visiteuse     |
| ------- | -------------------- | ------- | -------------------- |
| 26 mars | Gems de Dayton       | 2-4     | Komets de Fort Wayne |
| 28 mars | Komets de Fort Wayne | 3-7     | Gems de Dayton       |
| 30 mars | Komets de Fort Wayne | 8-5     | Gems de Dayton       |
| 31 mars | Gems de Dayton       | 5-3     | Komets de Fort Wayne |
| 2 avril | Gems de Dayton       | 6-3     | Komets de Fort Wayne |
| 4 avril | Komets de Fort Wayne | 2-3 (P) | Gems de Dayton       |

Les Gems de Dayton remportent la série 4 victoires à 2.

### Finale
La finale oppose les vainqueurs de leur série respectives, les Mohawks de Muskegon et les Gems de Dayton. Pour remporter la finale les équipes doivent obtenir quatre victoires.
| Date     | Équipe à domicile   | Score   | Équipe visiteuse    |
| -------- | ------------------- | ------- | ------------------- |
| 6 avril  | Mohawks de Muskegon | 3-2     | Gems de Dayton      |
| 8 avril  | Mohawks de Muskegon | 4-2     | Gems de Dayton      |
| 10 avril | Gems de Dayton      | 7-6     | Mohawks de Muskegon |
| 11 avril | Gems de Dayton      | 2-3 (P) | Mohawks de Muskegon |
| 13 avril | Mohawks de Muskegon | 6-2     | Gems de Dayton      |

Les Mohawks de Muskegon remportent la série 4 victoires à 1.

### Effectifs de l'équipe championne
Voici l'effectif des Mohawks de Muskegon, champion de la Coupe Turner 1968:
- Entraîneur : Morris Lallo.
- Joueurs : Carl Brewer, Jack Brewer, Gary Ford, Hugh Harris, Ken Kelly, Jean-Guy Lagacé, Pierre LeBlanc, Lynn Margarit, Bryan McLay, Bob Perani, Harry Pidhirny, Bob Smith, Tim Tabor, Bob Tombari, Jim Young.

## Trophée remis
| Trophée               | Description                       | Vainqueur            |
| --------------------- | --------------------------------- | -------------------- |
| Coupe Turner          | Champion des séries éliminatoires | Mohawks de Muskegon. |
| Trophée Fred-A.-Huber | Champion de la saison régulière   | Mohawks de Muskegon. |

| Trophée                  | Description                                         | Vainqueur                                                          |
| ------------------------ | --------------------------------------------------- | ------------------------------------------------------------------ |
| Trophée Leo-P.-Lamoureux | Meilleur pointeur                                   | Gary Ford, Mohawks de Muskegon.                                    |
| Trophée James-Gatschene  | Meilleur joueur                                     | Don Westbrooke, Gems de Dayton Len Thornson, Komets de Fort Wayne. |
| Trophée Garry-F.-Longman | Meilleur joueur recrue                              | Gary Ford, Mohawks de Muskegon.                                    |
| Trophée des gouverneurs  | Meilleur défenseur                                  | Carl Brewer, Mohawks de Muskegon.                                  |
| Trophée James-Norris     | Gardien avec la plus faible moyenne de buts alloués | Bob Perani et Tim Tabor, Mohawks de Muskegon.                      |